# بادية بني عمرو
بادية بني عمرو أحد بوادي محافظة النماص التابعة لمنطقة عسير جنوب المملكة العربية السعودية، تتميز هذه البادية بكثرة النقوش الأثرية التي تعود لفترة ما قبل الإسلام وللعهد الإسلامي.

## نظرة عامة
تقع بادية بني عمرو شرق مدينة حلباء التابعة لمحافظة النماص في منطقة عسير، وهي من المناطق الغنية بالنقوش الصخرية القديمة، بعضها يعود لفترات ما قبل الإسلام، وكذلك رسوم لكثير من الحيوانات المختلفة ورسوم آدمية ومناظر صيد ومشاهد لمعارك قتالية، إضافة إلى الكتابات الإسلامية بالخط الكوفي المبكر، وقد عثر على نقش يحمل ثلاث فترات تاريخية 125 هـ 127 هـ 155 هـ،

## النقوش
توجد في البادية والجبال المحيطة بها نقوش لنمور ووعول وكذلك بقر في عملية تناسل، إضافة إلى صور النعام ونقوش للإنسان على طبيعته، ومما وجد من نقوش لوحة حجرية تحوي على عدد كبير من النعام الصغار على حدة والكبار على حدة، كما تمتليء المنطقة بعدد لا حصر له من النقوش بالخط المسند القديم، كما يوجد عدد كبير من القبور المتعددة الأدوار تدعى الرموس، أما النقوش الإسلامية في بادية بني عمرو فعددها كبير، واستغل أبناء المنطقة القدامى هذه الصخور لنقش الآيات القرآنية الكريمة، ومن هذه النقوش صخر فيه ثلاثة نقوش أحدها مؤرخ بسنة 121 هـ والآخر سنة 127 هـ والثالث بسنة 155 هـ وغيرها.